# Elezioni comunali in Piemonte del 2008
Le elezioni comunali in Piemonte del 2008 si tennero il 13-14 aprile (con ballottaggio il 27-28 aprile). 

## Riepilogo Sindaci Eletti
| Provincia | Comune | Sindaco uscente | Sindaco uscente    | Sindaco eletto | Sindaco eletto         | Primo turno | Primo turno           | Secondo turno | Secondo turno | Seggi   |       |       |         |
| --------- | ------ | --------------- | ------------------ | -------------- | ---------------------- | ----------- | --------------------- | ------------- | ------------- | ------- | ----- | ----- | ------- |
| Provincia | Comune | Torino          | Ivrea              |                | Fiorenzo Grijuela (PD) |             | Carlo Della Pepa (PD) | 7.721         | 49,38         | Seggi   | 6.887 | 59,92 | 12 / 20 |
| Orbassano |        | Torino          | Carlo Marroni (PD) |                | Eugenio Gambetta (PdL) | 4.306       | 29,22                 | 6.095         | 58,64         | 12 / 20 |       |       |         |

## Torino

### Ivrea
| Candidati                     | Candidati                   | II turno                | II turno                | I turno | I turno | Liste                        | Voti   | %     | Seggi |
| Candidati                     | Candidati                   | Voti                    | %                       | Voti    | %       | Liste                        | Voti   | %     | Seggi |
| ----------------------------- | --------------------------- | ----------------------- | ----------------------- | ------- | ------- | ---------------------------- | ------ | ----- | ----- |
|                               | Carlo Della Pepa ✔️ Sindaco | 6 887                   | 59,92                   | 7 721   | 49,38   | Partito Democratico          | 4 428  | 31,68 | 8     |
| Moderati                      | Carlo Della Pepa ✔️ Sindaco | 6 887                   | 59,92                   | 7 721   | 49,38   | 784                          | 5,61   | 1     |       |
| Lista Barberis                | Carlo Della Pepa ✔️ Sindaco | 6 887                   | 59,92                   | 7 721   | 49,38   | 734                          | 5,25   | 1     |       |
| Italia dei Valori             | Carlo Della Pepa ✔️ Sindaco | 6 887                   | 59,92                   | 7 721   | 49,38   | 590                          | 4,22   | 1     |       |
| Partito Socialista            | Carlo Della Pepa ✔️ Sindaco | 6 887                   | 59,92                   | 7 721   | 49,38   | 570                          | 4,08   | 1     |       |
|                               | Pio Coda                    | 4 607                   | 40,08                   | 5 049   | 32,29   | Il Popolo della Libertà      | 2 638  | 18,87 | 4     |
| Con Pio Coda                  | Pio Coda                    | 4 607                   | 40,08                   | 5 049   | 32,29   | 866                          | 6,20   | 1     |       |
| Uniti per la Comunità         | Pio Coda                    | 4 607                   | 40,08                   | 5 049   | 32,29   | 411                          | 2,94   | –     |       |
| Unione di Centro              | Pio Coda                    | 4 607                   | 40,08                   | 5 049   | 32,29   | 405                          | 2,90   | –     |       |
| Seggio di coalizione          | Seggio di coalizione        | Seggio di coalizione    | 40,08                   | 5 049   | 32,29   | 1                            |        |       |       |
|                               | Salvatore Rao               | Salvatore Rao           | Salvatore Rao           | 956     | 6,11    | La Sinistra l'Arcobaleno     | 846    | 6,05  | –     |
| Seggio di coalizione          | Seggio di coalizione        | Seggio di coalizione    | Salvatore Rao           | 956     | 6,11    | 1                            |        |       |       |
|                               | Alessandro Giglio Vigna     | Alessandro Giglio Vigna | Alessandro Giglio Vigna | 847     | 5,42    | Lega Nord                    | 586    | 4,19  | –     |
| Partito Pensionati            | Alessandro Giglio Vigna     | Alessandro Giglio Vigna | Alessandro Giglio Vigna | 847     | 5,42    | 206                          | 1,47   | –     |       |
| Seggio di coalizione          | Seggio di coalizione        | Seggio di coalizione    | Alessandro Giglio Vigna | 847     | 5,42    | 1                            |        |       |       |
|                               | Alberto Tognoli             | Alberto Tognoli         | Alberto Tognoli         | 778     | 4,98    | Lista dei Cittadini          | 672    | 4,81  | –     |
|                               | Giovanni Giulio Conti       | Giovanni Giulio Conti   | Giovanni Giulio Conti   | 286     | 1,83    | La Destra - Fiamma Tricolore | 241    | 1,72  | –     |
| Totale                        | Totale                      | 11 494                  | 100                     | 15 637  | 100     |                              | 13 977 | 100   | 20    |
|                               |                             |                         |                         |         |         |                              |        |       |       |
| Fonte: Ministero dell'interno |                             |                         |                         |         |         |                              |        |       |       |

### Orbassano
| Candidati                     | Candidati                   | II turno             | II turno             | I turno | I turno | Liste                          | Voti   | %     | Seggi |
| Candidati                     | Candidati                   | Voti                 | %                    | Voti    | %       | Liste                          | Voti   | %     | Seggi |
| ----------------------------- | --------------------------- | -------------------- | -------------------- | ------- | ------- | ------------------------------ | ------ | ----- | ----- |
|                               | Eugenio Gambetta ✔️ Sindaco | 6 095                | 58,64                | 4 306   | 29,22   | Il Popolo della Libertà        | 2 757  | 21,08 | 9     |
| Lega Nord                     | Eugenio Gambetta ✔️ Sindaco | 6 095                | 58,64                | 4 306   | 29,22   | 624                            | 4,77   | 2     |       |
| Obiettivo Orbassano           | Eugenio Gambetta ✔️ Sindaco | 6 095                | 58,64                | 4 306   | 29,22   | 318                            | 2,43   | 1     |       |
|                               | Carlo Marroni               | 4 299                | 41,36                | 3 895   | 26,43   | Partito Democratico            | 3 695  | 28,26 | 3     |
| Seggio di coalizione          | Seggio di coalizione        | Seggio di coalizione | 41,36                | 3 895   | 26,43   | 1                              |        |       |       |
|                               | Desiré Mensa                | Desiré Mensa         | Desiré Mensa         | 2 974   | 20,18   | Con Desiré                     | 1 076  | 8,23  | 1     |
| Partito Socialista            | Desiré Mensa                | Desiré Mensa         | Desiré Mensa         | 2 974   | 20,18   | 977                            | 7,47   | 1     |       |
| Ascoltare Orbassano           | Desiré Mensa                | Desiré Mensa         | Desiré Mensa         | 2 974   | 20,18   | 237                            | 1,81   | –     |       |
| Rosa Bianca                   | Desiré Mensa                | Desiré Mensa         | Desiré Mensa         | 2 974   | 20,18   | 195                            | 1,49   | –     |       |
| Libertà e Sicurezza           | Desiré Mensa                | Desiré Mensa         | Desiré Mensa         | 2 974   | 20,18   | 141                            | 1,08   | –     |       |
| Partito Pensionati            | Desiré Mensa                | Desiré Mensa         | Desiré Mensa         | 2 974   | 20,18   | 63                             | 0,48   | –     |       |
| Seggio di coalizione          | Seggio di coalizione        | Seggio di coalizione | Desiré Mensa         | 2 974   | 20,18   | 1                              |        |       |       |
|                               | Enzo Stassi                 | Enzo Stassi          | Enzo Stassi          | 1 828   | 12,40   | Partito dei Comunisti Italiani | 515    | 3,94  | –     |
| Italia dei Valori             | Enzo Stassi                 | Enzo Stassi          | Enzo Stassi          | 1 828   | 12,40   | 501                            | 3,83   | –     |       |
| Federazione dei Verdi         | Enzo Stassi                 | Enzo Stassi          | Enzo Stassi          | 1 828   | 12,40   | 319                            | 2,44   | –     |       |
| Seggio di coalizione          | Seggio di coalizione        | Seggio di coalizione | Enzo Stassi          | 1 828   | 12,40   | 1                              |        |       |       |
|                               | Salvatore Gangi             | Salvatore Gangi      | Salvatore Gangi      | 798     | 5,41    | Moderati (A)                   | 773    | 5,91  | –     |
|                               | Emanuela Poli               | Emanuela Poli        | Emanuela Poli        | 584     | 3,96    | La Sinistra                    | 563    | 4,31  | –     |
|                               | Salvatore Caspanello        | Salvatore Caspanello | Salvatore Caspanello | 352     | 2,39    | Unione di Centro               | 322    | 2,46  | –     |
| Totale                        | Totale                      | 10 394               | 100                  | 14 737  | 100     |                                | 13 076 | 100   | 20    |
|                               |                             |                      |                      |         |         |                                |        |       |       |
| Fonte: Ministero dell'interno |                             |                      |                      |         |         |                                |        |       |       |